# Micrargus aleuticus
Micrargus aleuticus är en spindelart som beskrevs av Holm 1960. Micrargus aleuticus ingår i släktet Micrargus och familjen täckvävarspindlar.
Artens utbredningsområde är Alaska. Inga underarter finns listade i Catalogue of Life.